# Torreorgaz
Torreorgaz là một đô thị trong tỉnh Cáceres, Extremadura, Tây Ban Nha. Theo điều tra dân số 2006 (INE), đô thị này có dân số là 1728 người.

## Biến động dân số
| 1900  | 1950  | 1960  | 1970  | 1975  | 1981  | 1986  | 1987  | 1988  | 1989  |
| 1.130 | 2.153 | 2.147 | 1.406 | 1.372 | 1.231 | 1.448 | 1.454 | 1.475 | 1.482 |
| 1990  | 1991  | 1992  | 1993  | 1994  | 1995  | 1996  | 1997  | 1998  | 1999  |
| 1.498 | 1.423 | 1.459 | 1.472 | 1.490 | 1.533 | 1.604 | ---   | 1.571 | 1.615 |
| 2000  | 2001  | 2002  | 2003  | 2004  | 2005  | 2006  | 2007  | 2008  | 2009  |
| 1.665 | 1.665 | 1.670 | 1.664 | 1.672 | 1.713 | 1.728 | 1.747 | --    | --    |

Nguồn: INE - Las cifras de 1996 están referidas a 1 de mayo y desde 1997 las cifras están referidas a 1 de enero.
39°22′B 6°15′T / 39,367°B 6,25°T